# Rapport (psychologie)
Rapport is een hechte en harmonieuze relatie tussen twee mensen met empathische aandacht en communicatie. Tussen therapeut en patiënt wordt dit wel werkrelatie, therapeutische relatie of therapeutische alliantie genoemd.

## Aanvankelijke begripsvorming
Franz Anton Mesmer introduceerde het begrip dierlijk magnetisme of mesmerisme in 1773 waarmee hij stelde genezingen uit te kunnen voeren. Tijdens de behandeling plaatste de magnetiseur zich in de en rapport-positie – met de voeten en knieën tegen die van de patiënt – en legde de hand op het pijnlijke gebied. Deze sessies konden uren duren en een zeer hechte band met de behandelde was noodzakelijk. Pierre Janet bouwde voort op het werk van Mesmer met hypnose, rapport magnétique. Janet hechtte groot belang aan een goede relatie tijdens therapie, maar zag ook de gevaren van een krachtige wederzijdse aantrekkingskracht die de relatie tussen arts en patiënt met zich mee kan brengen en voor hem moest dit geneutraliseerd worden. Bij Sigmund Freud werd rapport overdracht, wat voor hem juist onderwerp van analyse was.

## Therapeutische relatie
Het belang van een goede relatie tussen therapeut en patiënt wordt al lang onderkend. Freud stelde dat een serieuze belangstelling en sympathiek begrip door de therapeut van de patiënt het gezonde deel van de patiënt toe laat staan om een positieve band aan te gaan met de therapeut. Voor Carl Rogers was een goede relatie zelfs de belangrijkste factor voor succes bij zijn cliëntgerichte psychotherapie. Een niet-geaccepteerd persoon kan zich zo binnen de beperkte relatie met de therapeut geaccepteerd voelen en zo zichzelf leren accepteren, waarna zelfactualisatie kan plaatsvinden. Oprechte empathie van de therapeut is hiervoor een voorwaarde.
Voor strikte behavioristen was echter vooral de techniek relevant en de relatie nauwelijks van belang. Daar ging Edward S. Bordin tegenin:
I propose that the working alliance between the person who seeks change and the one who offers to be a change agent is one of the keys, if not the key, to the change process.
Daarbij onderscheidde hij drie processen:
[...] we can speak of the working alliance as including three features: an agreement on goals, an assignment of task or a series of tasks, and the development of bonds.
Er moet dus overeenstemming zijn tussen patiënt en therapeut over de doelen, de taakverdeling en de op te bouwen band, wat goed past bij cognitieve gedragstherapie.
Vanuit de psychoanalyse onderscheidden Frans de Jonghe, Piet Rijnierse en Rob Janssen de overdrachtsrelatie, de werkrelatie, de realistische relatie en de primaire relatie. In de overdrachtsrelatie komen relaties en omgangsstijl uit het verleden naar voren, in de werkrelatie de samenwerking, de realistische relatie is de gezonde volwassen relatie voor zover die niet al in de werkrelatie naar voren komt en in de primaire relatie komen de gevoelens en behoeften uit de jeugd naar voren.
Een goede relatie blijkt inderdaad bij te dragen aan de effectiviteit van de therapie, vooral als de patiënt het zo ervaart, de ervaring van de therapeut blijkt minder relevant. Het type therapie en de duur leken niet relevant bij Adam Horvath en Dianne Symonds. John C. Norcross en Bruce Wampold zagen dat het belang van de relatie minstens zo groot was als de gebruikte behandelmethode. Ook zou uitval verminderen bij een goede relatie, al neemt het belang daarvan af bij een hoger opleidingsniveau. Bij langere behandelduur nam uitval ook af.